# Actinernus
Genre
Actinernus est un genre de la famille des Actinernidae.

## Liste des espèces
Selon World Register of Marine Species (12 janvier 2023) :
- Actinernus antarcticus (Carlgren, 1914)
- Actinernus elongatus (Hertwig, 1882)
- Actinernus mercedae Gusmão, López-González & Rodríguez, 2021
- Actinernus michaelsarsi Carlgren, 1918
- Actinernus nobilis Verrill, 1879
- Actinernus robustus (Hertwig, 1882)
- Actinernus novilis

## Systématique
Le nom valide complet (avec auteur) de ce taxon est Actinernus Verrill, 1879.
Actinernus a pour synonymes :
- Actinonernus
- Porponia Hertwig, 1882

## Publication originale
- Verrill, A.E. (1879). Art. XLI. Notice of recent additions to the marine fauna of the eastern coast of North America, no. 5. American Journal of Science and Arts. ser. 3 v. 17: 472-474. lire